# Regulierte Selbstregulierung
Regulierte Selbstregulierung bezeichnet eine Verwaltungspraxis eines Staates, der das verfassungsgemäß Gebotene durch das Engagement Dritter, Privater verwirklicht zu sehen hofft.
Verwandt ist das Konzept der Ko-Regulierung (engl. Co-Regulation), das ein Kooperationsverhältnis zwischen staatlichen und nichtstaatlichen Akteuren wie zum Beispiel Einrichtungen freiwilliger Selbstkontrolle bezeichnet; dabei besteht keine Einigkeit über die Definition des Begriffs. In der Europäischen Union wird die Ko-Regulierung zunehmend als eine dritte Regelungsform neben Gesetzgebung und reinen Selbstkontrollmaßnahmen der Wirtschaft betrachtet. So enthält die novellierte EU-Fernsehrichtlinie 2007/65/EG die Bestimmung, dass die Mitgliedstaaten Regelungen zur Selbst- und/oder Ko-Regulierung auf nationaler Ebene in den von der Richtlinie koordinierten Bereichen fördern sollen.
Kritiker der Praxis regulierter Selbstregulierung wenden ein, dass sich dieses Engagement einer naturrechtlichen Qualität anheischig macht. In Deutschland wird durch regulierte Selbstregulierung der öffentlich-rechtliche Rundfunk zu einem Grundrechtsträger.
In den Fachkreisen des öffentlichen Rechts ist der ehemalige Richter des Bundesverfassungsgerichts und Hochschullehrer Wolfgang Hoffmann-Riem ein Verfechter der regulierten Selbstregulierung.